# N-أسيتيل ترانسفيريز
N-أسيتيل ترانسفيريز (بالإنجليزية: N-acetyltransferase)‏ هو إنزيم يحفز انتقال مجموعة الأسيتيل من الأسيتيل مرافق الإنزيم-أ إلى الأريلأمينات.